# Ramlewo
Ramlewo – wieś w północno-zachodniej Polsce, położona w województwie zachodniopomorskim, w powiecie kołobrzeskim, w gminie Gościno.
Według danych z 30.06.2014 wieś miała 258 mieszkańców.
W skład Sołectwa Ramlewo wchodzą 2 miejscowości: Ramlewo i Sikorzyce. Mieszkańcy sołectwa wybierają 1 z 15 radnych do Rady Gminy w Gościnie.
Miejscowość posiada własną jednostkę Ochotniczej Straży Pożarnej. 
We wsi był przystanek kolej wąskotorowej Ramlewo.

## Zabytki
- zespół pałacowy z drugiej poł. XIX w.:
  - pałac z XIX w. nr rej.: 978 z 30.01.1978 z tarasem nad głównym wejściem i wieżyczką[6]
  - park (przy pałacu), nr rej.: j.w.
  - stajnia, nr rej.: A-174 z 2.08.2004
  - spichrz, ob. magazyn, nr rej.: j.w.
- park (przy folwarku), nr rej.: 1057 z 22.06.1978[7]

inne
- piętrowy dwór z byłym folwarkiem, bezstylowy[8]. Na gruntach obu folwarków po 1945 utworzono Państwowe Gospodarstwo Rolne Ramlewo[9].
- neogotycki kościół z 1879 z czerwonej cegły z wieżyczką znajduje się wzniesieniu,